# Isla mondial
Pour les articles homonymes, voir Isla.
Ne doit pas être confondu avec Isla Délice.
Isla mondial est une entreprise agroalimentaire française, spécialisée dans la transformation de produits carnés halal.
Isla mondial est le numéro 3 sur le marché de la charcuterie halal en France derrière Isla Délice et Fleury Michon avec 11 % de part de marché. La viande halal d'Isla mondial est certifié par l'organisme AVS.

## Histoire
Isla mondial est créée en 1992 par Issad Rebrab, devenue en 1998 une filiale du groupe algérien Cevital.
Le 25 novembre 2013, Isla mondial signe un partenariat avec AVS pour la certification halal de ses produits.

## Activités
Isla mondial commercialise en France une gamme importante de produits frais et conditionnés, des produits à base de volaille, divers produits à base de viande (pâtés...). Isla mondial est aussi un distributeur charcuterie halal avec des produits tels que du jambon halal, du blanc de poulet halal et du bacon halal.[réf. nécessaire]